# Maine de Biran
Maine de Biran (Bergerac, 29. studenog 1766. – Pariz, 16. srpnja 1824.) je francuski filozof. Njegovo pravo ime je François Pierre Gonthier de Biran.

## Životopis
Politički aktivan za vrijeme Direktorija (1797.) i Restauracije (1814.). U filozofiji suprotstavlja se materijalizmu francuskih prosvjetitelja te spaja voluntarizam sa spiritualizmom i misticizmom. Drži da se iza pojavnog svijeta krije viša duhovna stvarnost. U voljnom činu ostvaruje se svjesno i aktivno Ja. Neka od njegovih poznatih djela su: "Utjecaj navike na sposobnost mišljenja"; "Rasprava o odnosu fizičkog i moralnog u čovjeku"; "Esej o temeljima psihologije".